# Kananga (Cimahi)
Kananga is een bestuurslaag in het regentschap Kuningan van de provincie West-Java, Indonesië. Kananga telt 2454 inwoners (volkstelling 2010).